# ディスタンクシオン

ピエール・ブルデューによる文化的資本と経済的資本の模式

ディスタンクシオン（仏: La distinction : Critique sociale du jugement （ディスタンクシオン：社会的判断力批判））は、ピエール・ブルデューの1979年の著書。英訳は1984年。著者ブルデューの1963年から1968年までの実証研究によるフランス文化の社会学的分析である。国際社会学会は1998年に20世紀の最も重要な社会学書10冊の1冊として選出した。

## 概要
著者ブルデューは、相対的な地位の社会的空間内で社会的エージェントを分類した空間は、2つの軸に沿った多次元統計分析から構築され 文化的資本、つまり経済的手段を超えた社会的移動を促進する教育などの非金融的な社会的資産を多く持つ人々が、社会の中で何が嗜好を構成するかを決定することができると指摘している。全体的な資本の量が少ない人々は、この嗜好、および文化の高低の区別を正当かつ自然なものとして受け入れ、それゆえに、様々な形態の資本（経済的、社会的、文化的）間の変換に対する既存の制限を受け入れる。全体的な資本が低い人々は、そのために必要な手段を欠いているため、より大量の文化資本にアクセスすることができない。これは、例えば、彼らの生息地の特徴などから、古典的な芸術作品を説明するための用語や理解する方法を欠いていることを意味しているかもしれない。この点でブルデューは、「労働者階級の人々は対象物が機能を果たすことを期待している」のに対し、経済的必需品から解放された人々は、日常生活から切り離された純粋なまなざしを操作することができると主張している 。 嗜好の「支配的な」形態の受容は、ブルデューは「象徴的暴力」の一形態であると主張している。さらに、下位の社会階級が何が良くて何が良くないかについて独自の考えを持っているように見えても、「労働者階級の美学は支配階級の美学であり、支配階級の支配的な美学の観点から自己を定義することを常に余儀なくされている」ということを指摘した。 

## 理論
人の美的選択は、階級的分派（階級に基づく社会集団）を形成し、ある社会階級と他の社会階級との間に積極的な距離を置く。したがって、特定の種類の食べ物、音楽、芸術に対する素因は、子供に教えられ、植え付けられ、これらのクラス固有の（特定でも個人でもない）嗜好は、子供を彼らの「適切な」社会的地位に導くのに役立つ。したがって、クラスフラクションへの自己選択は、与えられた社会階級のメンバーとして彼または彼女のために適したオブジェクトや行動のための好みの子供の内在化を促すことによって達成され、また、他の社会階級の好ましいオブジェクトや行動に対する嫌悪感の開発が行われる。実際には、男性や女性が他の社会階級の文化や芸術に出会うと、「嫌悪感、恐怖によって誘発されたもの、あるいは他の人の嗜好に対する内臓的な不寛容（「気分が悪くなる」）」を感じる。
したがって、『嗜好』は文化的覇権の重要な例であり、階級的分断がどのように決定されるかを示す重要な例である。それは、社会資本や経済資本の保有だけでなく、文化資本の保有でもある。文化資本を植え付け、獲得することは、支配階級の文化的再生産だけでなく、社会的再生産を確実にするための陰湿なメカニズムとして利用される。また、人は幼少期に自分の嗜好を教えられるため、嗜好は深く内在化される。嗜好のための社会的再コンディショニングは非常に困難である。植え付けられ、後天的に獲得された嗜好は、その人がある社会階級の出身者であることを恒久的に特定する傾向があり、それが社会的な流動性を阻害するのである。このようにして、支配的な（支配的な）階級の文化的嗜好が他の社会階級の嗜好を支配する傾向があり、経済的にも文化的にも支配的な階級の個々の男女は、支配的な美的嗜好に適合するか、あるいは「社会的」（しかし実際には小数の支配的な）不支持を受ける危険性があり、粗野で下品で味気ないように見えるのである。

## 方法論
構造主義に影響を受けたブルデューは、現代社会学における回帰分析への伝統的な依存を超えて、より厳密な量的アプローチを実現しようとした。ブルデューは、複数の独立変数の相関関係に頼るのではなく、「そのような相関関係の中に記録された効果に固有の力と形態の真の原理を構成する関係の完全なシステム」を見ることができるような枠組みを開発することに関心を持っていた。『La Distinction』の分析のために、ブルデューは、統計技術者であるサラ・ブーヘジャと共同で、1963 年の「コダック調査」と 1967 年の「味覚調査」という 2 つの調査から得られたデータを用いて、複数回の対応関係分析を行った。この分析に加えて、ブルデューは、ブルデューが「支配階級」と「小ブルジョワジー」と呼んだデータのサブセット、すなわち「支配階級」と「小ブルジョワジー」の回答にも対応関係分析を適用した。この種の研究は、幾何学的データ分析、特に多重量分析の初期の試みを代表するものであり、これはブルデューの後の研究において重要な方法論的枠組みとなった。

## 評価
1998年、国際社会学会は、ピーター・L・バーガーとトマス・ルックマンの『現実の社会的構築』（1966年）に次ぐ、20世紀の最も重要な社会学書10冊のひとつとして『ディスタンクシオン』を選出した。一方で、現代アメリカの評論家カミーユ・パグリアは、嗜好が場所や時代や階級といった社会的前提に応じて変わるというブルデューの主張はもっともだが、それは50年前当時においても自明のことだったはずだと指摘した 。

## 邦語文献

### 邦訳
- 石井洋二郎訳『ディスタンクシオン――社会的判断力批判 Ⅰ・Ⅱ』、藤原書店、1990年
  - 改版『ディスタンクシオン〈普及版〉 Ⅰ・Ⅱ』、藤原書店、2020年

### 解説書
- 石井洋二郎『差異と欲望―ブルデュー『ディスタンクシオン』を読む』、藤原書店、1993年
- 石井洋二郎『ブルデュー『ディスタンクシオン』講義』、藤原書店、2020年
- 岸政彦『ブルデュー『ディスタンクシオン』（100分de名著 2020年12月）』、NHK出版、2020年